# 佩爾紹特拉夫內韋 (庫皮揚斯克區)
49°44′33″N 37°54′23″E / 49.74250°N 37.90639°E
马努伊利夫卡（烏克蘭語：Мануйлівка），2024年9月前名为佩爾紹特拉夫內韋（烏克蘭語：Першотравневе），是位於烏克蘭東部的村莊，由哈爾科夫州庫皮揚斯克區的德沃里奇纳市镇負責管轄。該村始建於1927年，面積1.36平方公里，2001年人口465，人口密度每平方公里342.2人。
2024年9月19日，乌克兰最高拉达将此村的名字改为马努伊利夫卡。